# Ratopolis

Ratopolis est un documentaire canadien réalisé par Gilles Therrien. Il traite des comportements sociaux du rat sous forme de vulgarisation scientifique.

## Description
« Vaste étude sur le rat, sur son comportement en territoire clos ou dans sa colonie, et sur le danger constant qu'il représente pour la santé de l'homme. Honni dans les pays occidentaux, il est vénéré dans certains pays en développement tant pour son intelligence que pour sa ruse ou sa sagesse. [...] À l'heure actuelle, les hommes de sciences n'osent se prononcer [sur la destruction ou la préservation du rat]. »

— Thérien, Séguillon, Nadeau et Office national du film du Canada (1973)
Le documentaire se divise en deux parties. La première porte sur le « comportement du rat brun dans une situation de surpopulation », la deuxième s'attache aux « moyens employés pour se débarrasser des rats ».
L'ouvrage Ratopolis d'Yves Thérien, publié en 1977 par les Presses de l'Université du Québec, aborde le même sujet.